# Clarence Birdseye
Clarence Birdseye (Brooklyn, 9 december 1886 – Manhattan, 7 oktober 1956) was een Amerikaanse uitvinder, ondernemer en naturalist, die beschouwd wordt als grondlegger van de moderne diepvriesindustrie. Hij ontwikkelde de techniek van de snelkoeling en vond verschillende types van industriële diepvriezers uit.

## Jeugd en opleiding
Clarence Birdseye groeide op in Brooklyn (New York) als zesde van negen kinderen van Clarence Frank Birdseye, een advocaat in een verzekeringsmaatschappij, en van Ada Jane Underwood. Hij was al van kindsbeen sterk geïnteresseerd in natuurlijke historie en taxidermie. Hij begon zijn studies aan Amherst College, alwaar zijn vader en oudere broer hun diploma behaald hadden. In de zomer na zijn eerste jaar was hij in dienst bij het United States Department of Agriculture (USDA) als "assistent naturalist". Hij hielp boeren en ranchers in New Mexico en Arizona bij het bestrijden van roofdieren zoals coyotes.
In 1908, na zijn tweede studiejaar, moest hij stoppen aan Amherst College vanwege de moeilijke financiële situatie waarin zijn gezin terechtkwam. Hij ging daarna opnieuw een tijd in dienst bij het USDA om dieren in het westen van de VS te observeren. Later ging hij met de entomoloog Willem Van Orsdel King naar Montana, alwaar Birdseye dieren ving voor King's onderzoek naar teken (waaruit die concludeerde dat deze verantwoordelijk waren voor Rocky Mountain spotted fever).
Tussen 1912 en 1915 voerde hij een opdracht uit in Labrador, een afgelegen gebied in de Dominion Newfoundland (vandaag onderdeel van Canada). In het gehucht Muddy Bay, waar zich een kleine vossenpelzenhandelspost bevond, kocht hij in 1913 een stuk land waarop hij een vossenkwekerij oprichtte. Hij had contacten met de lokale Inuitbevolking en ging met hen ijsvissen onder zeer dik ijs. Hij stelde vast dat bij temperaturen van -40°C de vis vrijwel onmiddellijk na vangst bevroor en na ontdooiing veel beter smaakte dan de bevroren vis die toentertijd in New York te krijgen was. Voeding werd toen immers traag bevroren aan temperaturen dicht bij het vriespunt, waardoor er zich veel ijskristallen in het voedsel vormen. Birdseye ontdekte in Labrador dat door de voeding snel en aan zeer lage temperaturen te bevriezen dat niet het geval is, waardoor de ontdooide voeding minder papperig is en minder droog smaakt.

## Industriële ontwikkeling
Birdseye snapte dat zijn ontdekking commercieel interessant was en begon terug in de VS in 1922 aan experimenten met het invriezen van vis in de Clothel Refrigerating Company. In datzelfde jaar richtte hij een eigen bedrijf op, Birdseye Seafoods Inc., maar in 1924 ging het failliet wegens beperkte interesse in het product. Na het faillissement werkte hij verder aan een commercieel werkbare techniek en zo werd hij de grondlegger van de snelkoeling. Hij richtte nog steeds in 1924 een nieuw bedrijf op om deze techniek te promoten: de General Seafood Corporation.
In 1925 verhuisde de General Seafood Corporation naar Gloucester (Massachusetts). Hij gebruikte zijn bedrijf om de door hem uitgevonden double belt freezer, een industriële diepvriezer met een dubbel lopende bandsysteem (US Patent #1,773,079), te promoten. Door deze uitvinding wordt hij vaak de grondlegger van de diepvriesindustrie genoemd. Hij vond systemen uit die nog sneller vis konden diepvriezen en vanaf 1927 breidde hij het proces uit met het diepvriezen van vlees, gevogelte, fruit en groenten.
In 1929 verkocht hij zijn bedrijf aan Goldman Sachs en de Postum Cereal Company (die na de fusie met Birdseye's bedrijf haar naam wijzigde naar General Foods). De verkoopprijs bedroeg 22 miljoen dollar (aangepast voor inflatie tot 2019 komt dit overeen met zo'n 330 miljoen dollar). Clarence Birdseye ging aan de slag bij General Foods, dat het naar hem vernoemde diepvriesmerk Birds Eye creëerde. Dit merk is tot op heden leidend in Angelsaksische landen. Birds Eye begon in 1930 bij wijze van experiment zeer kleinschalig met het verkopen van via snelkoeling diepgevroren voeding in retailwinkels in Springfield (Massachusetts). Dit was een succes en de eerste stap in de doorbraak van retailverkoop van diepvriesvoedsel.

## Erkenning
- De Babcock-Hart Award van het Institute of Food Technologists (1949)
- Postume toetreding tot de National Inventors Hall of Fame (2005)
- Postume biografie getiteld Birdseye: The Adventures of a Curious Man door Mark Kurlansky (2012)